# 朴根秀
朴根秀（1902年—1971年），曾化名朴奉、金正一、洪树柏，朝鲜族，中国共产党早期人物，早年毕业于黄埔军校，后参加了广州起义和保卫海陆丰苏维埃政权的战斗，抗日战争时期曾任首届中共磐石县委书记，首届中共磐石中心县委组织部长、中共南满特委书记、中共柳河县委书记等职。

## 生平
1902年，朴根秀出生于朝鲜咸镜北道庆兴郡。他年少时读过私塾，但不久后就辍学返乡务农，1923年，朴根秀前往苏联新伊万农场参加工作。1926年，他跟随大哥朴泳（朴英）和三哥朴根万入中国黄埔军校学习，被编入叶剑英麾下的第二方面军教导团。1927年初，朴根秀一度跟随部队到武汉，同年10月7日加入中国共产党。1927年11月11日，朴氏三兄弟随部队赴广州，并于12月参加了广州起义:570-574。此后，朴根秀和朴根万继续参加了保卫海陆丰苏维埃政权的战斗:575。1928年下半年，中共党组织安排朴根秀前往上海工作，1930年春，朴根秀受中共中央派遣前往中国东北地区工作。
1930年2月，朴根秀和朴根万被中共满州省委派往朝鲜族聚居的吉林省磐石县开拓农村革命根据地。朴根秀化名朴奉，以磐石小城子杨树泊子（今明城镇）朝鲜族小学教书为掩护，开展宣传马列主义思想的反帝、反封建斗争。依照中共满洲省委的指示，他根据共产国际“一国一党”的原则先后吸收朴允瑞、朴云波、朴翰宗、李东光、金昌根、崔松波、李承雨、金光道、韩浩、韩武振等10名朝鲜共产主义者和党员加入中国共产党。这10人是磐石地区首批中共党员。
1930年8月下旬，中共满州省委巡视员陈德森在烟筒山主持召开了中共磐石县第一次代表大会。大会选举产生了中共磐石县执行委员会（简称“中共磐石县委”）。朴奉当选县委书记，李承雨、安光勋和金光道分任组织、宣传和军事部部长。磐石县委下辖磐东、磐北两个区委，以及伊通、双阳两个特支和7个支部。同年年底，中共磐石县委党员人数发展到80余人。
1931年8月，中共磐石县委改组为中共磐石中心县委，下辖范围扩大到磐东、磐北、磐西三个区委，以及伊通、双阳两个特支和12个支部。改组后，全光任第一届磐石中心县委书记。朴奉任中心县委组织部部长。此后，他被派往汪清县工作，后成为金日成部队的军事顾问与教官。
1933年2月，朴根秀化名金正一，受命赴清原县工作，但抵达中共清原县委驻地桦树河子3天后，金正一便与清原县委的数个负责人一同被日本宪兵队逮捕并关押了20多天，同年7月金正一再次被捕并被关押了50多天，在被捕、受刑时金正一始终未承认自己的共产党员身份。
1933年11月，朴根秀化名洪树柏，带着家眷前往通化县小荒沟，在务农维生之余继续参加中国共产党的工作。翌年，朴根秀一度在中共南满特别委员会工作，并担任特委书记。1934年冬，受中共党组织安排赴柳河县任县委书记。1937年2月，柳河县委遭日军破坏，朴根秀逃脱日军追捕后到其岳父家躲避。
此后，朴根秀先后携家人辗转于永吉、舒兰及吉林市郊等地务农度过余生。1971年冬病逝。

## 家庭
朴根秀在家中排行老四，他的大哥朴泳（朴英）、三哥朴根万均曾在黄埔军校就读，1927年11月，担任国民革命军第二方面军军官教导团教导队队长的朴泳在广州观音山指挥战斗时牺牲:570-574，二哥朴根万与朴根秀一起在海陆丰、上海、磐石等地参加了中国共产党活动。朴根秀的妻子是李贞玉。